# قارچ‌های فراخ‌برگ
قارچ‌های فراخ‌برگ (نام علمی: Parmelia) نام یک سرده از راسته لبه‌دارسانان است.